# Rodrigues da Silva
José Manuel Amaral Rodrigues da Silva (Lisboa, 1 de Outubro de 1939 - Lisboa, 9 de Janeiro de 2009) foi um jornalista e crítico de cinema português.
Jornalista, ligado ao Jornal de Letras, Artes e Ideias de que foi chefe de redacção e editor. Iniciou a sua carreira profissional como redactor Diário Popular, entre 1968 e 1988, de onde passou para o Diário de Lisboa, entre 1988 e 1990, e para O Jornal, entre 1990 e 1992. Era licenciado em História pela Faculdade de Letras da Universidade de Lisboa, tendo sido também professor do ensino secundário.´
Leccionou "Introdução ao Jornalismo" na extinta Escola Secundária D. Maria I, em Lisboa (Largo Dr. António Sousa Macedo / Calçada do Combro) às turmas de 10º e 11.º ano de Humanidades entre os anos de 1983 e 1985, tendo assumido o cargo de director de turma do 10.º ano de Humanidades no ano lectivo de 1983/84.
Irreverente e consciente do seu papel, levou a cabo durante esses dois anos lectivos um trabalho de divulgação da cultura junto das suas turmas, usando o próprio plano curricular da disciplina para fomentar nos seus alunos o gosto pelo cinema de autor, pelo teatro, pelas artes plásticas e pela música.
Militou na UDP - União Democrática Popular entre 1975 e 1978. Nunca negou esse período da sua actividade política, ao contrário de muitos colegas de profissão. Era casado com a historiadora Marina Tavares Dias de quem deixou uma filha, baptizada Francisca, em homenagem ao cineasta Manoel de Oliveira.